# Восточный Тимор на летних Олимпийских играх 2024

## Квалификация
| № п/п | Вид спорта      | Мужчины        | Мужчины                | Женщины        | Женщины                | Всего          | Всего                  |
| № п/п | Вид спорта      | Завоевано квот | Количество спортсменов | Завоевано квот | Количество спортсменов | Завоевано квот | Количество спортсменов |
| ----- | --------------- | -------------- | ---------------------- | -------------- | ---------------------- | -------------- | ---------------------- |
| 1     | Лёгкая атлетика | 1              | 1                      |                |                        | 1              | 1                      |
| 2     | Плавание        | 1              | 1                      | 1              | 1                      | 2              | 2                      |
| 3     | Тхэквондо       |                |                        | 1              | 1                      | 1              | 1                      |
|       | ИТОГО           | 2              | 2                      | 2              | 2                      | 4              | 4                      |

## Состав команды
Лёгкая атлетика
1. Мануэль Атайде[англ.]

 Плавание
1. Жоланио Гутерриш[англ.]
2. Имельда Шименес Бело[англ.]

 Тхэквондо
1. Ана Бело[англ.]

## Легкая атлетика
Восточный Тимор получил одно универсальное место для участия в олимпийском легкоатлетическом турнире.
Беговые дисциплины
| Спортсмен      | Дисциплина    | Забеги    | Забеги | 1 круг               | 1 круг               | Утеш. забеги         | Утеш. забеги         | Полуфиналы           | Полуфиналы           | Финал                | Финал                |
| Спортсмен      | Дисциплина    | Результат | Место  | Результат            | Место                | Результат            | Место                | Результат            | Место                | Результат            | Место                |
| -------------- | ------------- | --------- | ------ | -------------------- | -------------------- | -------------------- | -------------------- | -------------------- | -------------------- | -------------------- | -------------------- |
| Мануэль Атайде | Мужчины 100 м | 11,35     | 7      | завершил выступление | завершил выступление | завершил выступление | завершил выступление | завершил выступление | завершил выступление | завершил выступление | завершил выступление |

## Плавание
Восточный Тимор получил два универсальных места для участия в олимпийском турнире пловцов, по одному у мужчин и женщин.
| Спортсмен            | Дисциплина                 | Заплывы | Заплывы | Полуфиналы            | Полуфиналы            | Финал                 | Финал                 |
| Спортсмен            | Дисциплина                 | Время   | Место   | Время                 | Место                 | Время                 | Место                 |
| -------------------- | -------------------------- | ------- | ------- | --------------------- | --------------------- | --------------------- | --------------------- |
| Жоланио Гутерриш     | Мужчины 50 м вольный стиль | 30,04   | 71      | завершил выступление  | завершил выступление  | завершил выступление  | завершил выступление  |
| Имельда Шименес Бело | Женщины 50 м вольный стиль | 32,48   | 71      | завершила выступление | завершила выступление | завершила выступление | завершила выступление |

## Тхэквондо
Восточный Тимор получил одно универсальное место в женском турнире.
| Спортсмен | Дисциплина       | Предварит. круг           | 1/8 финала            | Четвертьфиналы        | Полуфиналы            | Утеш. поединки        | Финал/За 3 место      | Финал/За 3 место      |
| Спортсмен | Дисциплина       | Соперник Результат        | Соперник Результат    | Соперник Результат    | Соперник Результат    | Соперник Результат    | Соперник Результат    | Место                 |
| --------- | ---------------- | ------------------------- | --------------------- | --------------------- | --------------------- | --------------------- | --------------------- | --------------------- |
| Ана Бело  | Женщины до 49 кг | MARУмайма эль-Бухти П 0–2 | завершила выступление | завершила выступление | завершила выступление | завершила выступление | завершила выступление | завершила выступление |